# Unciaal 095
Unciaal 095 (Gregory-Aland), α 1002 (Soden), is een van de Bijbelse handschriften in de Griekse taal. Het dateert uit de 8e eeuw en is geschreven met uncialen op perkament.

## Beschrijving
Het bevat de tekst van het Handelingen van de Apostelen (2,45-3,8). De gehele codex bestaat uit 1 blad (28 × 19 cm) en werd geschreven in een kolom per pagina, 21 regels per pagina.
Het manuscript werd een onderdeel van dezelfde codex waarin Unciaal 0123 behoorde (Handelingen 2,22.26-28.45-3,2).
De codex is een representant van het Alexandrijnse tekst-type, Kurt Aland plaatste de codex in Categorie III.

## Geschiedenis
Het werd ontdekt in Sinai.
Het handschrift bevindt zich in de Russische Nationale Bibliotheek (Gr. 17), in Sint-Petersburg.